# Somnuek Srisombat
Somnuek Srisombat (Surajdhani, 12 ottobre 1932) è un ex mezzofondista thailandese.

## Biografia
Nel 1959 vinse la medaglia d'oro sui 10000 metri nella prima edizione dei Giochi della penisola del Sud-est asiatico, svoltisi a Bangkok.
Partecipò a due edizioni dei Giochi olimpici. A Melbourne 1956 gareggiò sui 1500 metri giungendo ultimo nella sua batteria; stessa sorte gli occorse a Roma 1960, dove giunse ultimo nella sua batteria dei 5000 metri.

## Palmarès
| Anno | Manifestazione                             | Sede      | Evento      | Risultato | Prestazione | Note  |
| ---- | ------------------------------------------ | --------- | ----------- | --------- | ----------- | ----- |
| 1956 | Giochi olimpici                            | Melbourne | 1500 metri  | Batterie  |             | [ 1 ] |
| 1959 | Giochi della penisola del Sud-est asiatico | Bangkok   | 10000 metri | Oro       | 35'07"8     |       |
| 1960 | Giochi olimpici                            | Roma      | 5000 metri  | Batterie  |             | [ 2 ] |